# Jerzy Andrzej Czaplic
Jerzy Andrzej Czaplic herbu Kierdeja – marszałek Trybunału Głównego Koronnego w 1705 roku, podwojewodzi kijowski, stolnik wołyński w latach 1703–1707, rzekomy stolnik kijowski w latach 1698-1701, stolnik owrucki w latach 1688–1703, pułkownik królewski, starosta krzemieńczucki.
Poseł sejmiku kijowskiego na sejm nadzwyczajny 1693 roku. Poseł na sejm pacyfikacyjny 1699 roku z województwa kijowskiego. Poseł na sejm 1703 roku z województwa wołyńskiego. Konsyliarz województwa wołyńskiego w konfederacji sandomierskiej 1704 roku.